# منتخب تشيلي تحت 20 سنة لاتحاد الرغبي
منتخب تشيلي تحت 20 سنة لاتحاد الرغبي (بالإسبانية: Selección juvenil de rugby de Chile)‏ هو ممثل تشيلي الرسمي في المنافسات الدولية في اتحاد الرغبي
.